# Arnulf Rohsmann

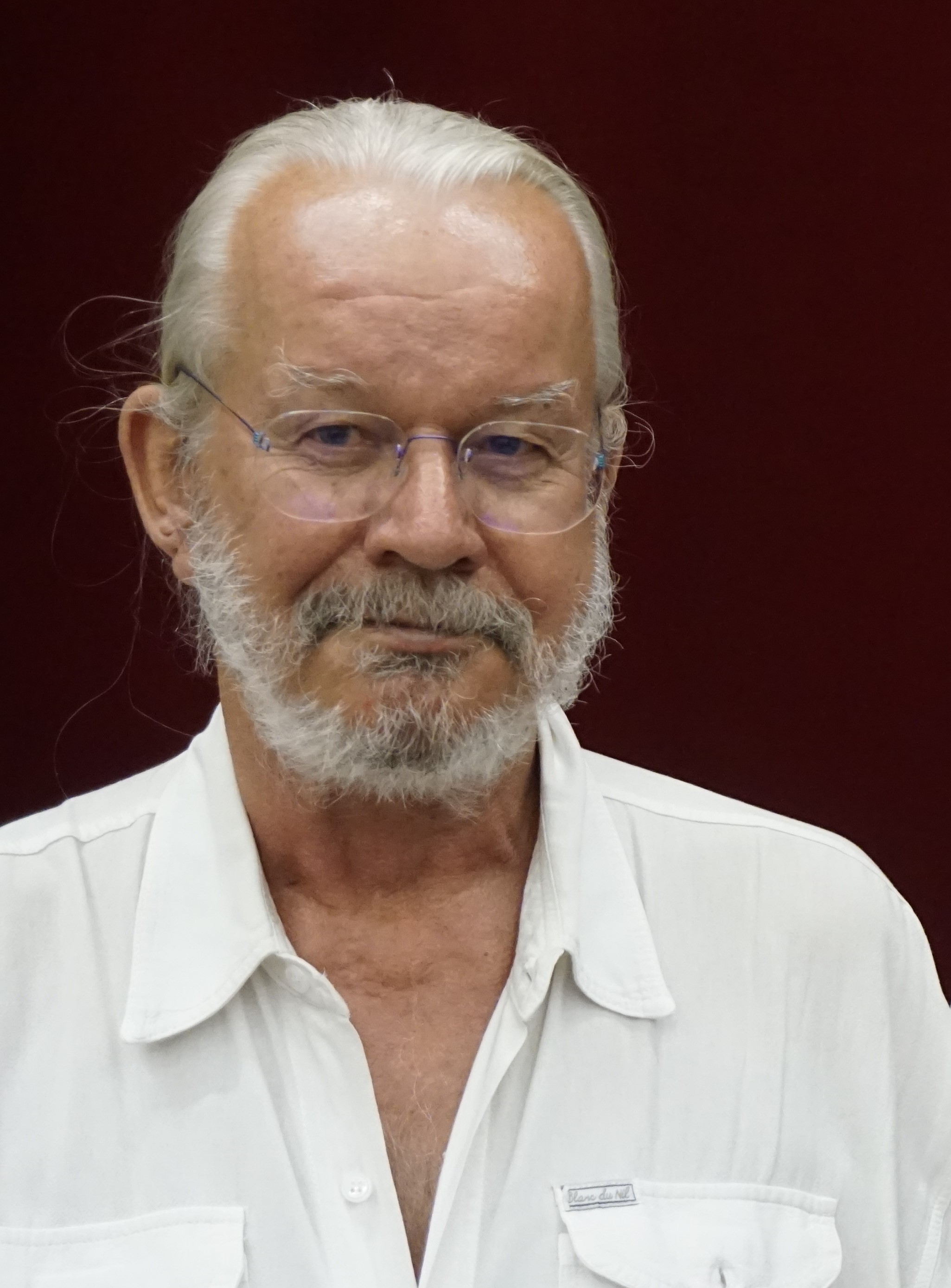
Arnulf Rohsmann (2016)

Arnulf Rohsmann (* 10. Juli 1952 in Waiern, Österreich; † 15. Mai 2024 in Klagenfurt am Wörthersee) war ein österreichischer Kunsthistoriker, Ausstellungskurator und langjähriger Leiter der Kärntner Landesgalerie. Weiters war Rohsmann von 1983 bis 2018 als allgemeiner und gerichtlich beeidigter Sachverständiger für Kunst tätig. Er galt als ausgewiesener Experte für die Kärntner Kunst des 19. bis 21. Jahrhunderts.

## Leben

### Akademische Laufbahn
Arnulf Rohsmann studierte von 1972 bis 1977 an der Universität Graz Kunstgeschichte, Geschichte, Philosophie und Germanistik und promovierte 1977 bei Wilfried Skreiner mit einer Arbeit über die „Manifestationsmöglichkeiten von Zeit in der bildenden Kunst des 20. Jahrhunderts“. 1996 habilitierte er sich für neueste Kunstgeschichte an der Universität Graz. Rohsmann ist Autor von circa 250 Publikationen, darunter Monografien über Markus Pernhart, Hans Bischoffshausen und Cornelius Kolig.
Rohsmann war 1979 Lehrbeauftragter an der Hochschule für Gestaltung und industrielle Formgebung Linz (heute Universität für künstlerische und industrielle Gestaltung Linz). Von 1993 bis 2014 war er Universitätsdozent für Moderne Kunst an der Universität Graz. Arnulf Rohsmann hatte Gastprofessuren an der Universität Klagenfurt (2000) und an der Universität Graz (2001) inne.

### Berufliche Laufbahn
Rohsmann begann seine berufliche Laufbahn 1978 als Kunsthistoriker am Stadtmuseum Nordico in Linz. 1979 wechselte er als Kustos für Kunstgeschichte an das Kärntner Landesmuseum.
1986 übernahm Rohsmann die Leitung der Kärntner Landesgalerie (heute MMKK), die er zu einem Ausstellungsort von internationalem Format mit monatlich wechselnden Ausstellungen machte.
In der Kärntner Landesgalerie kuratierte Arnulf Rohsmann unter anderem Ausstellungen über Maria Lassnig, Cornelius Kolig, Arnulf Rainer, Tina Modotti und Peter Weibel. Rohsmann öffnete die Kärntner Landesgalerie auch erstmals für internationale Künstler wie den amerikanischen Konzeptkünstler Lawrence Weiner, der in Österreich durch seine Umgestaltung des Flakturms im Esterházypark in Wien bekannt wurde.
Im Jahr 2000 wurde Arnulf Rohsmann vom Landeshauptmann Jörg Haider wegen „mangelnder Kooperationsbereitschaft“ seines Amtes als Leiter der Kärntner Landesgalerie enthoben. Vertreter der Opposition und der Kulturszene protestierten heftig gegen die als willkürlich und ungerechtfertigt empfundene Amtsenthebung, die medial als „Affäre Rohsmann“ bezeichnet wurde.
In der Folgezeit war Rohsmann neben seiner Rolle im wissenschaftlichen Dienst des Landes Kärnten vor allem als Universitätsdozent an den Universitäten Graz und Klagenfurt sowie als allgemeiner und gerichtlich beeidigter Sachverständiger für Kunst tätig.
Im MMKK (2016) und im Österreichischen Kultur Forum Rom (2017) trat Arnulf Rohsmann gemeinsam mit der österreichischen Künstlerin Regina Hübner in einem szenischen Dialog mit Videoinstallation unter dem Titel „Regina Spricht“ auf. 2023 eröffnete er Hübners Ausstellung „Dear cell“, ebenfalls im Österreichischen Kultur Forum Rom, mit dem Vortrag „Dear cell – research and eros“.
Arnulf Rohsmann starb im Mai 2024 in seinem 72. Lebensjahr.

## Publikationen (Auswahl)
- Manifestationsmöglichkeiten von Zeit in der bildenden Kunst des 20. Jahrhunderts (1984)
- Flush: Neue Arbeiten für das Paradies 1985–1990 (mit Cornelius Kolig, 1990)
- Bischoffshausen: Struktur, Monochromie, Reduktion (1991)
- Markus Pernhart: Die Aneignung von Landschaft und Geschichte (1992)
- Cornelius Kolig: Paradies Jetzt (mit Cornelius Kolig, und Ulrich Tragatschnig, 1990)
- Haim Steinbach (mit Jean-Pierre Dubost, 1994)
- Richard Tuttle: Warm Brown, 1–67 and Mesa Pieces (mit Gerhard Mack, 1994)
- Fabio Mauri: Male e bellezza / Das Böse und das Schöne. Mit Beiträgen von Arnulf Rohsmann, Maria D’alesio, Giulio Carlo Argan, Maurizio Calvesi, Carolyn Christov-Bakargiev, Laura Cherubini, Marcela Cossu, Giacomo Marramao, Fabio Mauri, Bartolomeo Pietromarchi, Domenico Scudero und Ferdinando Taviani (1997)
- Lawrence Weiner – Slipping and Sliding (*Hurt) (1996)
- Zeit/Los. Zur Kunstgeschichte der Zeit, in: Carl Aiger (Hrsg.): Zeit/Los. Zur Kunstgeschichte der Zeit (1999)
- Die Kunst und die nationale Frage in Kärnten. Bildstrategien und Klischees, in: Stefan Karner (Hrsg.): Nationale Frage und Öffentlichkeit. Klagenfurt 2005.